# Budella alla sestese

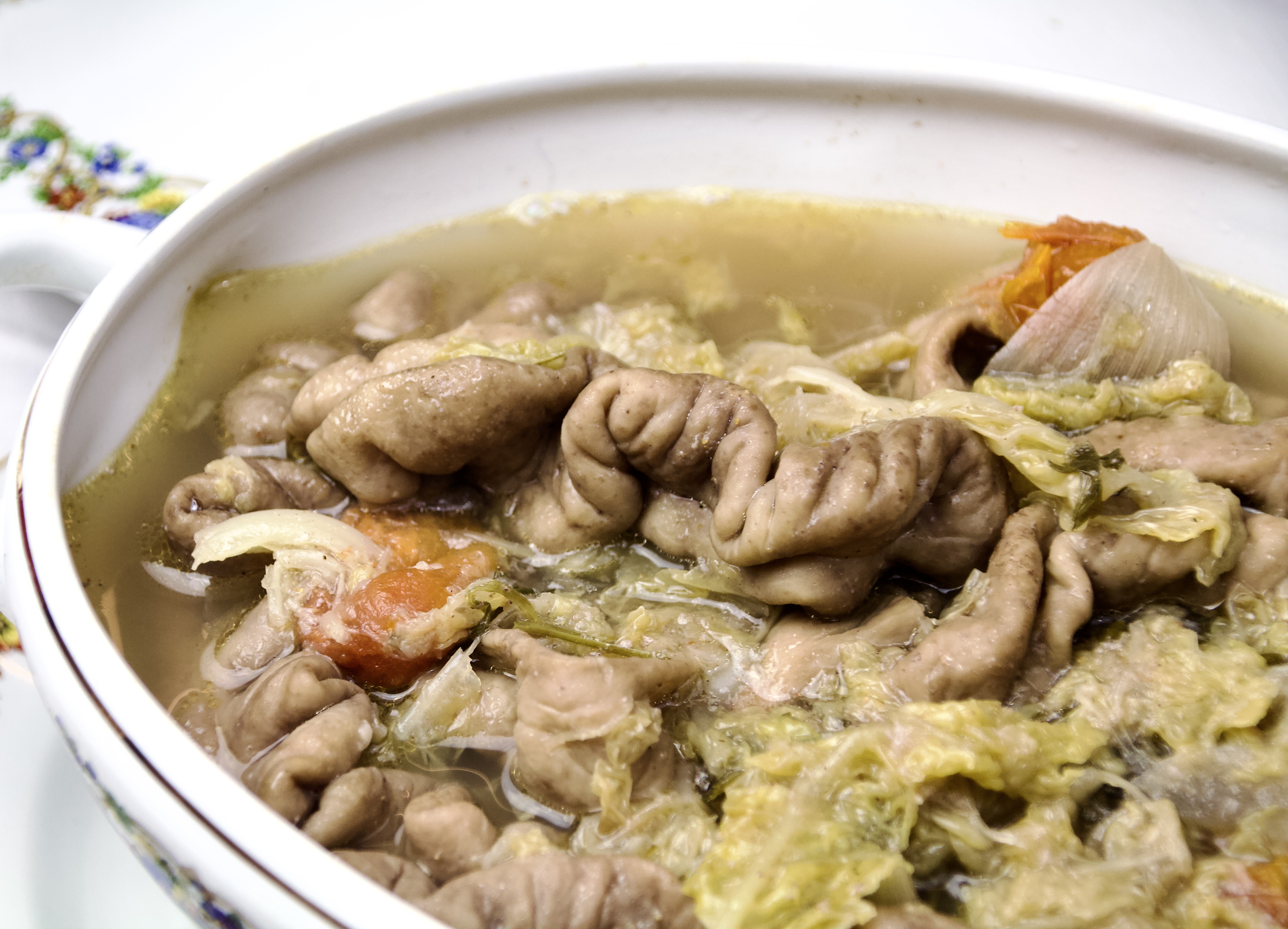
Budella alla sestese - ricetta da "Il grande libro della vera cucina toscana" di Paolo Petroni

Le budella alla sestese sono un piatto a base di carne di maiale tipico di Sesto Fiorentino.
Nonostante le sempre maggiori difficoltà di reperimento delle budella, ormai acquistabili in poche macellerie della cittadina, su prenotazione ed a prezzo relativamente caro, la ricetta è ancora molto popolare tra i sestesi.
Le budella, dopo un'opportuna ed accurata pulitura che deve essere effettuata rovesciandole più volte e risciacquandole prima in acqua fredda e poi bollente, vengono cucinate come un normale bollito con i cosiddetti odori (carota, sedano, cipolla, basilico), pomodoro, cannella, sale e pepe.
A metà cottura si aggiunge il cavolo verza da servire insieme alle budella ben calde che possono essere accompagnate, se lo si desidera, da un contorno di sottaceti.